# Georges Helluin
Georges Helluin, né le 28 septembre 1901 à Flixecourt (Somme) et mort le 7 mars 1975 à Lille (Nord), est un homme politique français.

## Biographie
Marchand forain à Lille, membre de la chambre de commerce de Lille, il s'engage en politique dans le sillage de Pierre Poujade et de son Union de défense des commerçants et artisans.
Il prend en 1956 la tête de la liste Union et fraternité française dans la deuxième circonscription du Nord. Avec 9,3 % des voix, il est élu député.
A l'assemblée, il se fait le porte parole des forains, réclamant notamment un délai de paiement des impôts et taxes.
En 1958, il apporte son soutien au retour de Charles de Gaulle au pouvoir. Sa brève carrière politique s'arrête avec la fin de la Quatrième République.